# Nauka 2.0
Nauka 2.0 (ang. Science 2.0) – określenie na nowe podejście do nauki, oparte na wymianie informacji, wolnym dostępie i współpracy między naukowcami z wykorzystaniem technologii sieciowych. Jest ono inspirowane pojęciem Web 2.0.

## Zmiana paradygmatu udostępniania wyników badań naukowych
|                                                 | Obecny model = Nauka 1.0 | Nowy model = Nauka 2.0 |
| ----------------------------------------------- | --- | --- |
| Ścieżka publikacji wyników badań                | Wyniki badań nie są znane publicznie przed publikacją w czasopiśmie; po złożeniu artykułu do czasopisma jest on recenzowany przez wąskie grono recenzentów i publikowany dopiero po akceptacji | Wyniki badań są udostępnione publicznie podczas różnych etapów badań i publicznie oceniane; idee są współdzielone i rozwijają się podczas współpracy naukowców; finalne wnioski są publikowane w czasopismach lub rozpowszechniane w Internecie |
| Dostęp do wyników badań                         | Dostęp do wyników badań jest płatny; czasami są one publikowane tylko w formie papierowej | Otwarty dostęp |
| Określanie renomy i wiarygodności wyników badań | Renoma badań określana przez prestiż czasopisma lub Impact Factor czasopisma | Renoma badań określana przez liczbę cytowań lub liczbę pobrań artykułu |
| Prywatność wyników badań                        | Wyniki badań są prywatne do momentu publikacji w czasopiśmie | Wyniki badań mogą być współdzielone przed publikacją |
| Ochrona prawna wyników badań                    | Artykuły na ogół są chronione prawem autorskim | Wiele różnych licencji jest dostępnych: standardowe prawa autorskie, domena publiczna, Creative Commons |
| Finansowanie publikacji                         | Wydawcy uzyskują fundusze poprzez pobieranie opłat za dostęp do treści | Wydawcy poszukują alternatywnych modeli finansowania |
| Nieodpłatny dostęp do wyników badań             | Abstrakty artykułów naukowych są dostępne po publikacji na stronach internetowych czasopism | Wyniki badań naukowych, w tym całe artykuły oraz dane cząstkowe i uzupełniające, są publikowane w repozytoriach, na blogach, wideoblogach, portalach społecznościowych, portalach wiki                                                          |

## Portale Nauki 2.0
- ArXiv
- Public Library of Science
- Google Scholar
- ResearchGate
- Academia.edu
- OpenWetWare